# Friedrich Wilhelm Heinrich Benda
Friedrich Wilhelm Heinrich Benda  (Potsdam, 15 juli 1745 – Berlijn, 19 juni 1814) was de zoon van Franz Benda. Hij was een componist en violist, die aan het Pruisische hof was verbonden en Singspiele concerto's en sonates componeerde. 

## Werken
- Pygmalion, Cantate, 1784
- Alceste, Singspiel, 1785
- Orpheus, Singspiel, 1787
- Das Blumenmädchen, Singspiel, 1806

- Bibliothèque nationale de France: cb14796196c (data)
- Gemeinsame Normdatei: 116117680
- International Standard Name Identifier: 0000 0000 8089 5481
- Library of Congress Control Number: n85212608
- Nationale Bibliotheek van Letland: 000037043
- MusicBrainz: 7a62e07e-ee44-4fb3-81a2-432745012fa6
- Nationale Bibliotheek van Tsjechië: xx0169006
- Nederlandse Thesaurus van Auteursnamen: 181090643
- Réseau des bibliothèques de Suisse occidentale: 02-A000018190
- Système universitaire de documentation: 250678411
- Virtual International Authority File: 10112789
- WorldCat: E39PBJgXfKbM9k7RcDHywDqxXd